# Per Berg Lund
Per Berg Lund, född 14 oktober 1878, död 1954, var en norsk jurist och politiker.
Lund blev juris kandidat 1902, høiestrettsadvokat 1908, finansborgmästare i Trondheim 1926 och var 1928-31 och 1933-34 finansminister i Johan Ludwig Mowinckels regeringar.